# خوسيه ماريا خيرونيا
خوسيه ماريا خيرونييا بوس (من مواليد دارنيوس، جيرونا، 31 ديسمبر 1917 - وتوفي في أرينيس دي مار، برشلونة، 3 يناير 2003) كان كاتبًا إسبانيًا فاز بجائزة نادال، وجائزة بلانيتا، والجائزة الوطنية للأدب، وجائزة أتينيو دي إشبيلية. اشتهر كثيرًا بثلاثيته عن الحرب الأهلية الإسبانية: أشجار السرو تؤمن بالله (1953)، مليون قتيل (1961)، واندلعت السلام (1966).

## السيرة الذاتية
من أسرة متواضعة (كان جده صانع أحذية)، وكان والده صانع سدادات من الفلين يعاني من نوبات اكتئاب متقطعة، أما والدته فكانت كاثوليكية متدينة جداً. كان لديه أربعة إخوة. وبضغط من والدته، التحق بإحدى الإكليريكيات (المعاهد الدينية) بين سن العاشرة والثانية عشرة، لكنه تركها بسبب القمع الشديد الذي تعرض له وعدم شعوره بالدعوة، ثم عمل في مهن متعددة (فمنذ طفولته كان صبياً متدرباً، ثم بائعاً في محل للعطور والمواد الكيميائية، وبعدها عاملاً في مصنع للمشروبات الروحية، وأخيراً موظفاً في بنك “أرنوس” كصبي مراسلات)، ولذلك كانت ثقافته وتكوينه بشكل رئيسي من التعلم الذاتي.
كان لقراءته لكتاب “تاريخ المسيح” لجيوفاني بابيني أثر عميق فيه، إذ ألهمه برؤية إنسانية مسيحية تغمر جميع أعماله؛ كما كان معجباً كبيراً بدوستويفسكي. وعند اندلاع الحرب الأهلية الإسبانية، فرّ من الأراضي الجمهورية إلى فرنسا، ثم دخل إلى المنطقة الوطنية وانضم إلى جيش فرانكو. تمكن من الوصول إلى سان سيباستيان، وتطوع في كتيبة متزلجين من “فرقة الرِكيتيين للسيدة العذراء في مونتسيرات” التي تشكلت في سرقسطة لحماية جبال البرانس الأرغونية. وآنذاك فكّر أنه عندما تنتهي الحرب، يجب على أحدهم أن يكتب عن أسبابها، وماهيتها، وما ستكون عواقبها. وقد كان حينها قد كتب من الجبهة، وبنجاح كبير، مقالاً في المجلة الأسبوعية “دومينغو”، ورواية ضائعة عن تجاربه في جبال البرانس بعنوان “فرسان في الضباب” (1938). وخطط لكتابة ثلاثية تحولت فيما بعد إلى رباعية، أثناء قضائه الحرب في الجبال؛ حيث أمضى تسعة أشهر على ارتفاع 2800 متر في خيمة مع خمسة رفاق.
في عام 1940 بدأ التعاون مع الصحافة المحلية في جيرونا، وفي عام 1942 عُيّن مراسلاً لصحيفة “إنفورماسيونيس” في روما. وكانت حبيبته ماجدالينا كاستانييه (“الصديق الحميم الوحيد في حياتي”، كما وصفها) تعمل في المقسم الهاتفي المركزي في جيرونا، وكانت قد طلبت العمل في الوردية الليلية طواعية لأن العمل فيها كان قليلاً، مما سمح لها بالقراءة بلا انقطاع. وبمساعدة مالية مقترضة، افتتح جيرونييا مكتبة لبيع الكتب المستعملة في جيرونا، وتزوجا بعد عامين، في عام 1946؛ وكان قد نشر قبلها بعام أول كتاب شعري له بعنوان “لقد جاء الشتاء وأنت لست هنا” (1945).
أمضيا شهر العسل في كاداكيس، إذ لم تكن مواردهما تسمح بأكثر من ذلك. ولأنه لم يستطع أن يقدم أي هدية لزوجته سوى رواية “لا شيء” لكارمن لافوريت، الفائزة بجائزة نادال لعام 1944، فقد قرر الفوز بنفس الجائزة، وقد شجعته زوجته على ذلك كونها قارئة نهمة. وكان عنوان الرواية “رجل”، لأن هذا ما كان جيرونييا يطمح أن يكونه، وقد كتبها خلال شهر ونصف. وفي 6 يناير 1946 وصله برقية من رافائيل فاثكيز زامورا تعلمه بمنحه الجائزة؛ لكن الكتاب بالكاد بيع.
أدرك عندها أنه يفتقر إلى التكوين والخبرة والنضج الإنساني للاستمرار في مهنة الكتابة؛ فأغلق مكتبته المستعملة وانتقل مع زوجته إلى بالما دي مايوركا. ثم نشر رواية “المدّ” (1949)، عن هزيمة النازية وتبعاتها. وبتشجيع من ماجدا، انتقلا إلى باريس عندما كان عمره ثلاثين عاماً. وهناك تعلّم ما كان ينقصه. وتمكّن من كتابة الجزء الأول من ثلاثيته عن الحرب الأهلية، والتي تدور حول عائلة من جيرونا تُدعى “آلفيير”. وتتناول الرواية الأولى مرحلة ما قبل الحرب، والثانية أحداث الحرب، والثالثة ما بعد الحرب. وقد تطوعت ماجدا للعمل في فنادق فاخرة لحراسة أطفال الأثرياء الأمريكيين ليلاً أثناء ذهابهم إلى أماكن الترفيه. أما جيرونييا فكتب حتى وصل إلى ألف صفحة من المسودة التي عنونها “السرو يؤمن بالله”. وقد رفضتها أربع دور نشر، لكن بمجرد أن نشرتها دار بلانيتا عام 1953، أسسها خوسيه مانويل لارا، حققت نجاحه الأول وباعت مليونين من النسخ، وخمسة ملايين حول العالم حسب خواكين سولير سيرانو. وكان لارا ناشره لمدة ثلاثين عاماً، إلى أن دبّ الخلاف بينهما.